# ヨナセン島

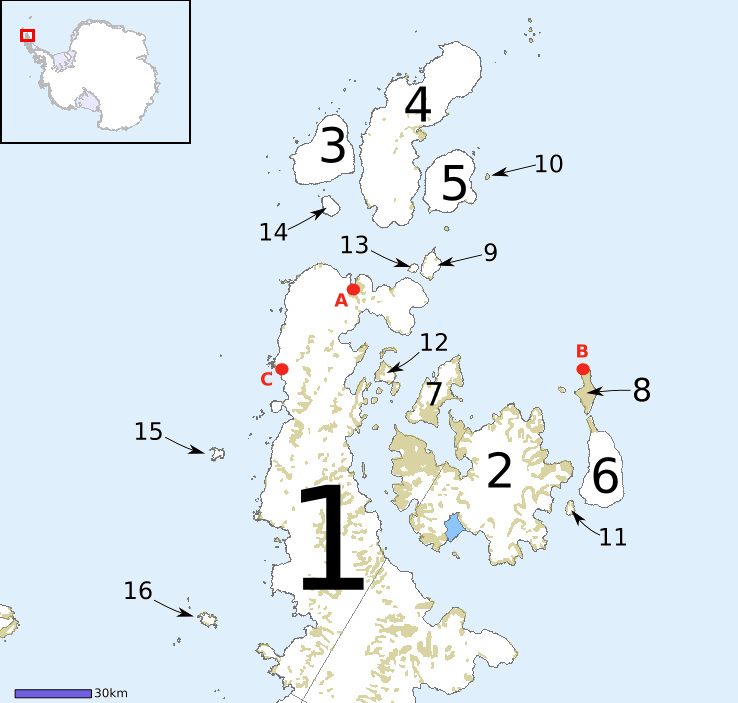
グレアムランド北部と周辺の島々
1 南極半島（トリニティ半島）、2 ジェイムズ・ロス島、3 デュルヴィル島、4 ジョインビル島、5 ダンディー島、6 スノー・ヒル島、7 ヴェガ島、8 シーモア島、9 アンダーソン島、10 ポーレット島、11 ロッキャー島、12 イーグル島、13 ヨナセン島、14 ブランスフィールド島、15 アストロラーベ島、16 タワー島

ヨナセン島(Jonassen Island)は、南極大陸で南アメリカ大陸に最も近いグレアムランドと呼ばれる半島の周囲にいくつかある島の1つである。
岩質で、長さは2.5マイルである。アンダーソン島の北に位置する。
1903年にスウェーデンの南極探検隊のアンタークティックが氷に衝突した際に救助したアルゼンチン艦ウルグアイの艦長フリアン・イリサールにちなんで、オットー・ノルデンショルドが「イリサール島」と命名した。その1年後、南極の別の場所にあるより大きな島（イリサール島）が同名であることが分かり、1902年から1903年に2度行われたノルデンショルドのそりによる探検に同行したオーレ・ヨナセンの名前にちなんで改名された。
島に生息する主な生物は、ジェンツーペンギンとミナミオオセグロカモメであり、両種ともこの島で子育てのためのコロニーを形成している。アデリーペンギン、ヒゲペンギン、ホロホロチョウ、ユキドリも周辺で見られる。1901年の観測では、アデリーペンギンはこの島で営巣していると記載されたが、近年の調査では確認されていない。